# ایران کشت
ایران کشت، روستایی از توابع بخش میمه شهرستان برخوار و میمه در استان اصفهان ایران است.

## جمعیت
این روستا در دهستان ونداده قرار دارد و براساس سرشماری مرکز آمار ایران در سال ۱۳۸۵، جمعیت آن زیر سه خانوار بوده‌است.